# A.C.A.B.
A.C.A.B. је скраћеница за Сви полицајци су копилад (енгл. All Cops Are Bastards). Ипак, традиционално се тврди да значи Увијек носи Библију (енгл. Always Carry A Bible) уколико је неко упитан од припадника полиције.
Датирају из 40-их година 20. вијека и тад су се користили као слоган у штрајку рудара у Уједињеном Краљевству. Такође често се користи као затворска тетоважа. Најчешће се тетовира између зглобова на прстима. Британски Oi! бенд The 4-Skins је снимио пјесму A.C.A.B. за свој албум From Chaos to 1984 и самим тим се скраћеница и популаризовала. Данас је користе УЛТРАС-и као фразу и тетоважу. Такође користе га скинхеди неонацисти и скинхеди комунисти, анархисти.